# 塞利斯贝格

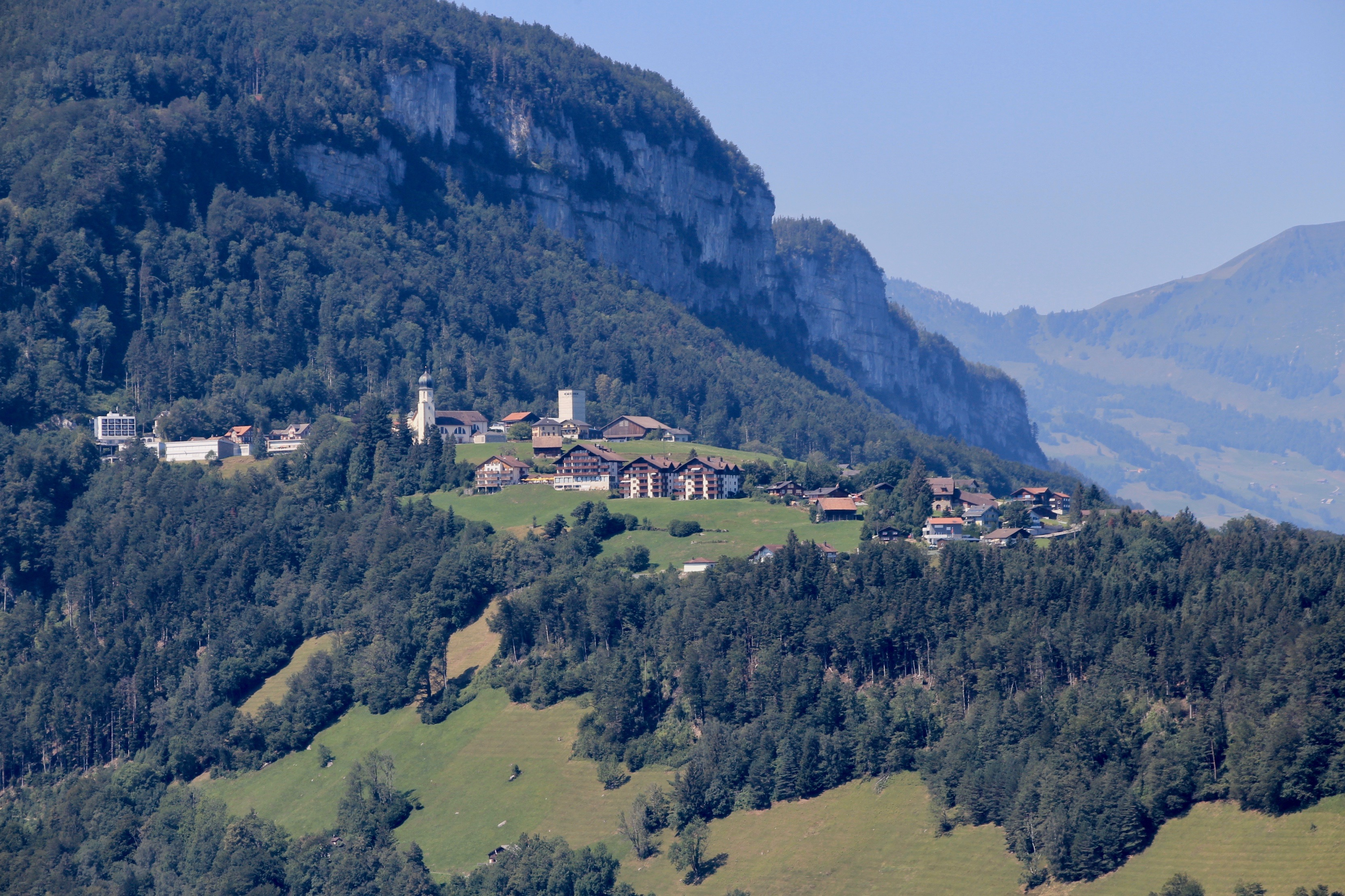

塞利斯贝格是瑞士乌里州的市镇，位於該州北部，四森林州湖畔，与下瓦爾登州埃梅滕接壤，面積13.29平方公里。